# Юниън Гап
Юниън Гап (на английски: Union Gap) е град в окръг Якима, щата Вашингтон, САЩ. Юниън Гап е с население от 6311 жители (2007) и обща площ от 13 km². Намира се на 300 m надморска височина. ЗИП кодът му е 98901, 98903, а телефонният му код е 509.